# Love (película de 2015)
Love es una película francesa estrenada en 2015 y rodada en 3D. Es un drama erótico escrito y dirigido por Gaspar Noé.

## Sinopsis
La película gira en torno a la vida de un estudiante de la escuela de cine llamado Murphy, y su exnovia Electra, con quien tuvo una relación durante dos años, antes de dormir con otra mujer, Omi, que pasó a quedar embarazada como resultado de la infidelidad de Murphy. Este embarazo no deseado puso fin a la relación entre Murphy y Electra en una nota muy triste. Una mañana lluviosa, la madre de Electra, Nora, llama a Murphy para preguntarle si ha oído de la joven, porque ella no la ha podido contactar desde hace bastante tiempo, y teniendo en cuenta las tendencias suicidas de su hija, estaba realmente preocupada. Durante el resto de ese día, Murphy recuerda su pasado con Electra, lleno de abuso de drogas, sexo y momentos tiernos.

## Reparto
Love es el debut en la pantalla grande de las dos protagonistas, Muyock y Kristin, a quienes Noé conoció en una discoteca. A Karl Glusman lo contactó por medio de un amigo en común.
- Karl Glusman como Murphy.[7]
- Aomi Muyock como Electra.[8]
- Klara Kristin como Omi.[9]
- Déborah Révy como Paula.[9]
- Isabelle Nicou como Nora.[9]
- Gaspar Noé como el propietario de la galería de arte.[8]
- Frank Wiess como el director del instituto.[9]
- Norman Jacques como el conductor.[10]

## Producción

### Costo de producción
El presupuesto de la película fue de alrededor de 3 000 000 $.

### Rodaje
La fotografía principal de la película se realizó en París. La mayor parte de las escenas de sexo en la película no fueron coreografiadas.

## Estreno
La semana antes de su debut en el Festival de Cine de Cannes de 2015, los derechos de distribución en Estados Unidos de la película fueron adquiridos por Alchemy. Fue seleccionado para ser proyectado en la sección Vanguardia del Festival de Cine de Toronto de 2015.

## Recepción
La película recibió críticas mixtas, con un 40% en Rotten Tomatoes, una calificación promedio de 5/10, de un total de 62 comentarios. En su «consenso crítico» Rotten afirma: «Love quizá sea el trabajo más íntimo y personal del director/guionista Gaspar Noé, desafortunadamente, también es el menos desarrollado y el menos emotivo.» En Metacritic, la película tiene una puntuación de 51 sobre 100 de un total de 27 críticas, lo que indica «críticas mixtas o medias.»
Algunos de los críticos de sitios web especializados en el ámbito cinematográfico expresaron lo siguiente:
| Es evidente que Noé desea trazar su propio camino, pero mientras su película hace crónica de ese deseo en lugar de realizarlo, Noé logra triunfar sobre todo al transmitir sus intenciones. Eso es un logro en su propio derecho, incluso si no es suficiente para crear una película satisfactoria. —Eric Kohn, crítico de IndieWire. |

| Un recuento personal lleno de coraje sobre un aspirante a cineasta dividido entre la madre de su hijo y la mujer que se escapó de su vida. —Peter Debruge, crítico de Variety. |

| El problema con Love no es su propósito, que encuentro loable, no por el sexo en sí, lo que es bello también, además de sexy. Es que ambas cosas merecen un filme más rico e inteligente de lo que pretende ser. —Robbie Collin, crítico del Daily Telegraph. |

| La imposibilidad de Glusman de llegar a la altura de la ocasión (exceptuando un sentido) hacen de Love una faena de terminar. —Lou Lumenick, crítico del New York Post. |